# Loxodonta exoptata

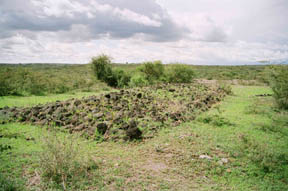
La llanura de Laetoli, región donde se han encontrados los restos de esta especie.

Loxodonta exoptata es una especie extinta de mamíferos proboscídeos del género Loxodonta de la familia Elephantidae, que habitó en el este de África.

## Origen y evolución
La especie surgió hace 4,5 millones de años, evolucionando desde Primelephas gomphotheroides; se extinguió hace 2 millones de años.

## Relaciones taxonómicas
Un estudio del año 2009 sugirió que esta especie es el antecesor de Loxodonta atlantica, que a su vez es el antecesor de Loxodonta africana. Los molares inferiores de L. exoptata se distinguen de las posteriores especies de Loxodonta por su número y por su especializado esmalte.

## Distribución
Los restos fósiles de L. exoptata se han encontrado en los sitios paleontológicos del Plioceno en el este de África, en particular en Laetoli, Tanzania, y en Koobi Fora, yacimiento arqueológico situado en Kenia, junto al lago Turkana, en donde también se han hallado numerosos restos fósiles humanos, entre ellos los del primer Homo habilis.
El lectotipo fue colectado en Laetoli, y se conserva en la Universidad Humboldt, en Berlín.